# Estación Yago
Estación Yago (oficialmente, Yago) es una localidad del municipio de Santiago Ixcuintla, Nayarit (México). Según el censo de 2020, tiene una población de 4365 habitantes.
Es un centro ferroviario, pero su actividad se centra en el sector primario. Se cultiva tabaco a gran escala y se cosecha frijol, maíz, sorgo, mango, limón, nanchi, calabaza, jícama y sandía.
Su importancia radica en el ferrocarril, el manantial El Tesorero, el río Lerma-Santiago y los hornos de tabaco.
Es delegación municipal y cabecera ejidal. Es el punto más importante de la sierra de Santiago Ixcuintla. Está situado a 18 km de la cabecera municipal.

## Gastronomía
Los platillos típicos de la comunidad son el pozole rojo, menudo blanco, birria de res, carnitas, chicharrones, tostadas, sopes, enchiladas rojas, tacos dorados. También existe una gran tradición culinaria a base de mariscos que incluyen platillos como el pescado zarandeado, el filete de pescado relleno, lisa tatemada, mojarra frita, ceviche de sierra, ceviche de camarón, aguachile de camarón.
Las bebidas más comunes son el tejuino, horchata de arroz, aguas frescas (jamaica, limón, nanche, arroz, ciruela, tamarindo, mango, guayaba), barrosas.
Algunos postres populares son los quequis, arroz con leche, buñuelos, churros, plátanos fritos, molletes dulces y frutos enmielados (plátano, camote, mango, calabaza, guámara)
Los dulces más comunes son el istete, el guayabate y los cocos enmielados.